# ヤコポ・サンナザーロの肖像
『ヤコポ・サンナザーロの肖像』（ヤコポ・サンナザーロのしょうぞう、伊: Ritratto di Jacopo Sannazaro, 英: Portrait of Jacopo Sannazaro）は、イタリアのルネサンス期のヴェネツィア派の巨匠ティツィアーノ・ヴェチェッリオが1514年から1518年頃年に制作した絵画である。油彩。以前はジョヴァンニ・ボッカッチョあるいはアレッサンドロ・デ・メディチの肖像と考えられていたが、今日では詩人・人文主義者のヤコポ・サンナザーロと考えられている。イングランド国王チャールズ1世が所有したと考えられており、現在はロイヤル・コレクションとしてロンドンのバッキンガム宮殿に所蔵されている。

## 人物
人文主義者・詩人のヤコポ・サンナザーロは1458年にナポリ王国の貴族の家に生まれた。1501年から1504年にかけてフランス王国に亡命したことを除き、生涯を通じてナポリに住んだ。ナポリ国王フェルディナンド1世の宮廷詩人を務め、人文主義者ジョヴァンニ・ポンターノのアカデミーに所属し、ポンターノの死後は仲間たちの中心的存在となった。サンナザーロの主要作品である『アルカディア』（Arcadia）は、イタリア語による愛、詩、郷愁を包み、幅広い古典を思い出させる牧歌劇であり、イタリア内外で大きな成功を収めた。ジョルジョーネやティツィアーノの風景、あるいはティツィアーノの《ポエジア》など16世紀の芸術は『アルカディア』の影響を受けており、さらにエドマンド・スペンサー、フィリップ・シドニー、ウィリアム・シェイクスピアといった後代の詩人や劇作家に大きな影響を与えた。15世紀の混乱した言語を克服して、国民的精神と趣味を備えたイタリア語の形成に貢献した。

## 作品

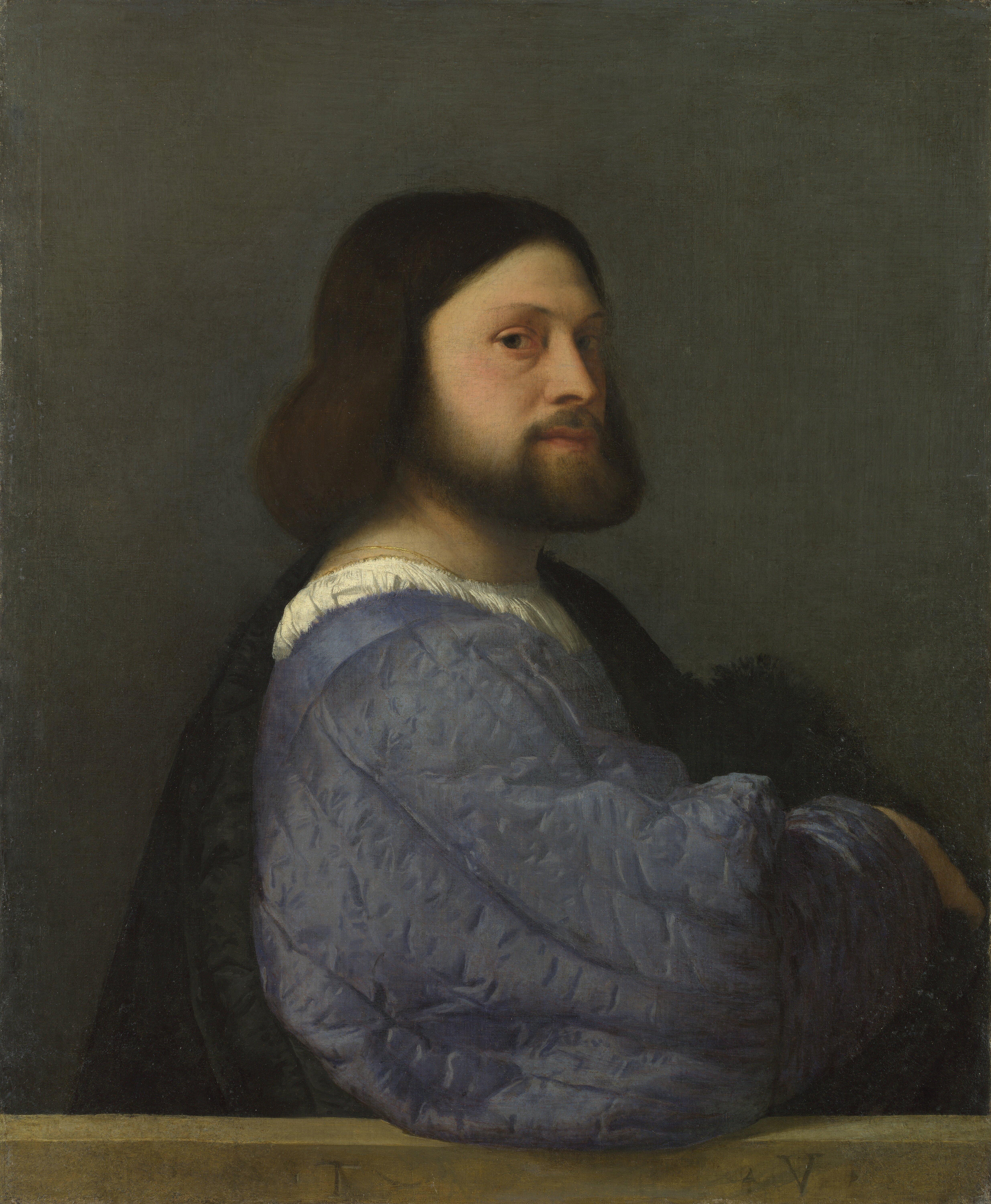
ティツィアーノの『キルトの袖をつけた男の肖像』。ナショナル・ギャラリー所蔵。

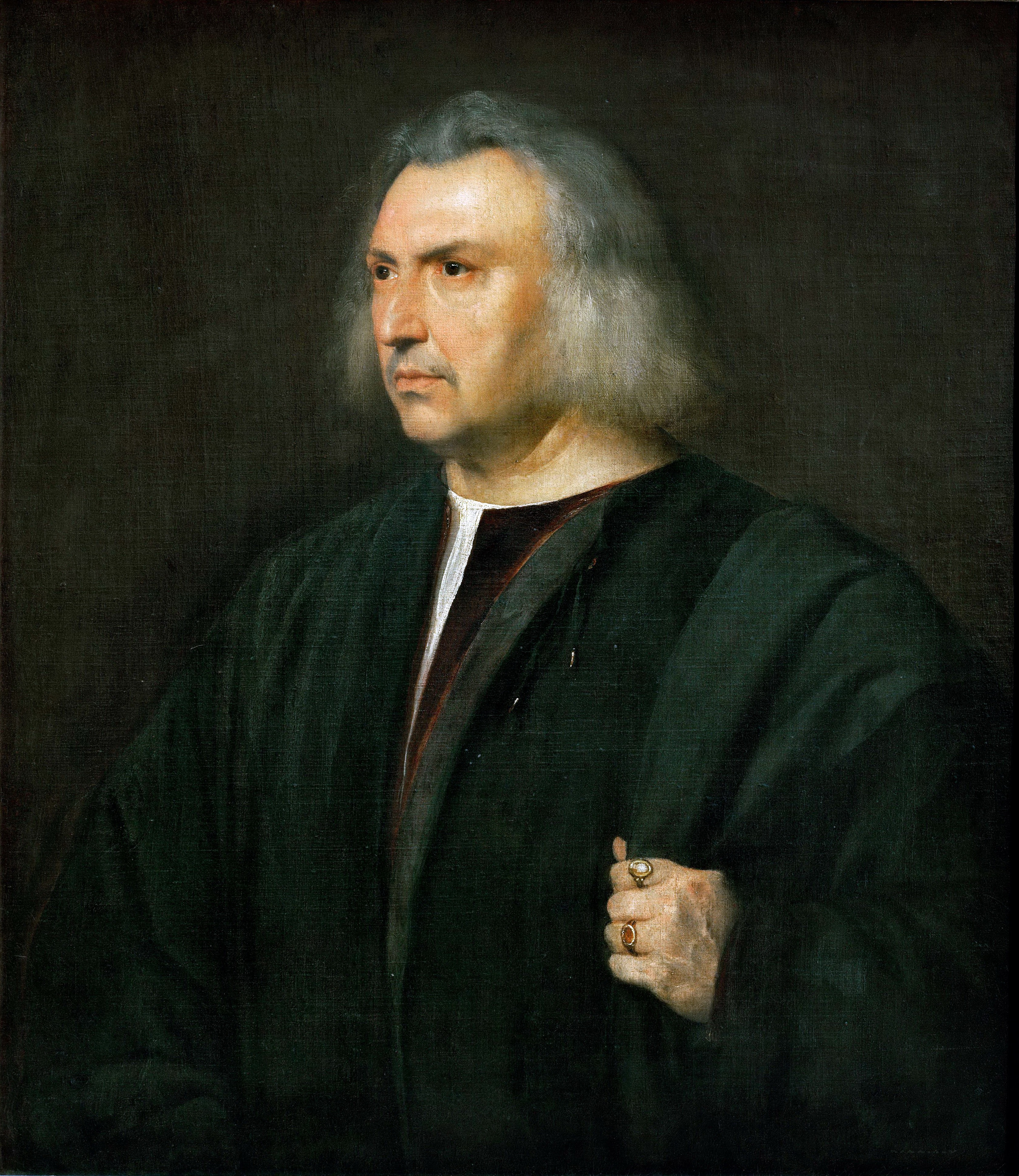
『医師ジャン・ジャコモ・バルトロッティ・ダ・パルマの肖像』。美術史美術館所蔵。

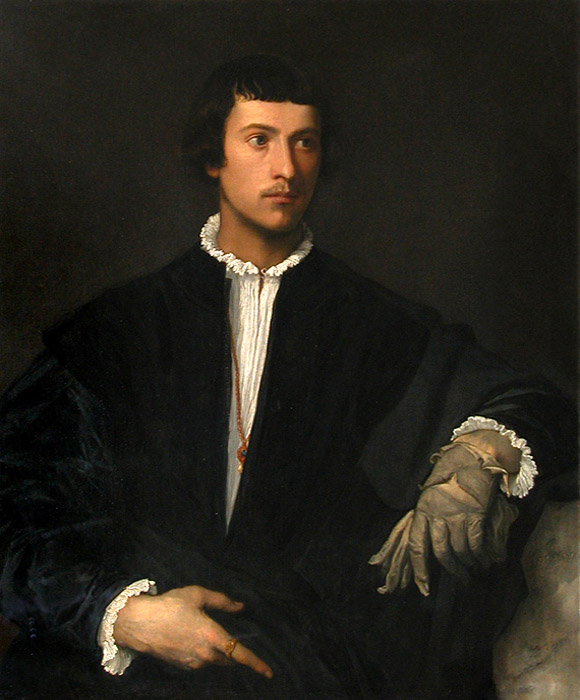
『手袋を持つ男』。ルーヴル美術館所蔵。

この肖像画は以前はボッカッチョやアレッサンドロ・デ・メディチと呼ばれていたが、いずれも誤りであり、現在はナポリ出身の詩人で人文主義者のヤコポ・サンナザーロであると考えられている。この識別は1895年に美術史家ゲオルク・グロナウによって初めて提案された。これはリバプールのウォーカー・アート・ギャラリーに所蔵されている肖像画の初期の複製の、シンセルス・サンザリウス（Sincerus Sannzarius）という碑文によって裏付けられている。「アクティウス・シンケルス」（Actius Sincerus）はサンナザーロの別名として知られている。サンナザーロの作品はヴェネツィアで出版されたほか、ヴェネツィアの人文主義者ピエトロ・ベンボと文通し、ヴェネツィアに警句を捧げた。そのため、ヴェネツィア人が彼の肖像画の制作を画家に求めたとしても不思議はない。

### 制作年代
制作年代は1511年頃から1520年代初頭まで様々である。モデルの服装と髪のスタイルは1513年に近い年代を示唆しており、1520年以前であるのは確実視されている。肖像画は1510年頃のロンドン・ナショナル・ギャラリーの『キルトの袖をつけた男の肖像』（Ritratto di uomo con maniche trapuntate）と、1523年頃のルーヴル美術館の『手袋を持つ男』（Uomo dal guanto）の間に位置しており、半身像と欄干を用いている事実はナショナル ギャラリーの絵画により近いことを示している。
グロナウによれば「この作品はウィーンの美術史美術館にある『医師ジャン・ジャコモ・バルトロッティ・ダ・パルマの肖像』（Ritratto del Medico Gian Giacomo Bartolotti di Parma）と同様の様式を備えており、1511年頃に描かれたと思われる。それは純粋にジョルジョネスク様式からティツィアーノの非常に個人的な様式に移行する過渡期を示している」。
制作年代に関する問題の1つは、肖像画に描かれた男性が30代に見えるのに対し、制作当時のサンナザーロは50代半ばであり、容姿と実年齢が一致しないと思われる点である。しかしティツィアーノは『イザベラ・デステの肖像』（Ritratto di Isabella d'Este）を制作した際に、60代であったイザベラ・デステを以前の肖像画に基づいて30歳も若返らせて描いたと伝えられており、サンナザーロも同様の手法を用いて描いた可能性がある。

### 分析
グロナウは、ティツィアーノ初期の人物単体の肖像画数枚を比較することが、それらの中でティツィアーノがモデルの手を彼らの人格の本質的特徴として活用しているという観察に、どうつながるかを指摘している。本作品の中でモデルは鑑賞者に見える唯一の手を、正面の欄干の上に置かれた本の間に指を挟み入れており、それと同時に彼の目は宙を彷徨っている。 このことから彼は人文主義者や作家、文学者であると思われる。
チャールズ・リケッツは1910年にこの作品を高く評価している。

「アレッサンドロ」はティツィアーノの最高の肖像画の中でほとんどライバルがいません。汚れと古いワニスは現在除去されており、額の大きな継ぎ当てを除けば良好な状態です。ジョシュア・レノルズがティツィアーノの肖像画で賞賛する、その荘厳な特質をこれ以上によく表している作品はほとんどありません。威厳とシンプルさの組み合わせにおいて、この作品はウィーンの『医師ジャン・ジャコモ・バルトロッティ・ダ・パルマの肖像』、ルーヴル美術館の『黒衣の男』、そして彼の最高級作品の中でも『手袋を持つ男』に匹敵しています。

この肖像画はコルネリス・ファン・ダーレン2世（Cornelis van Dalen II）のエングレーヴィングでよく知られている。

## 来歴
初期の来歴は不明である。肖像画は17世紀にチャールズ1世のコレクションに属していたと言われている。チャールズ1世の処刑後、第2代オランダ東インド会社総督ヘラルド・レインストの手に渡り、所有者の死後するとオランダおよび西フリースラント州が取得し、1660年にチャールズ2世に贈呈された。

## ギャラリー

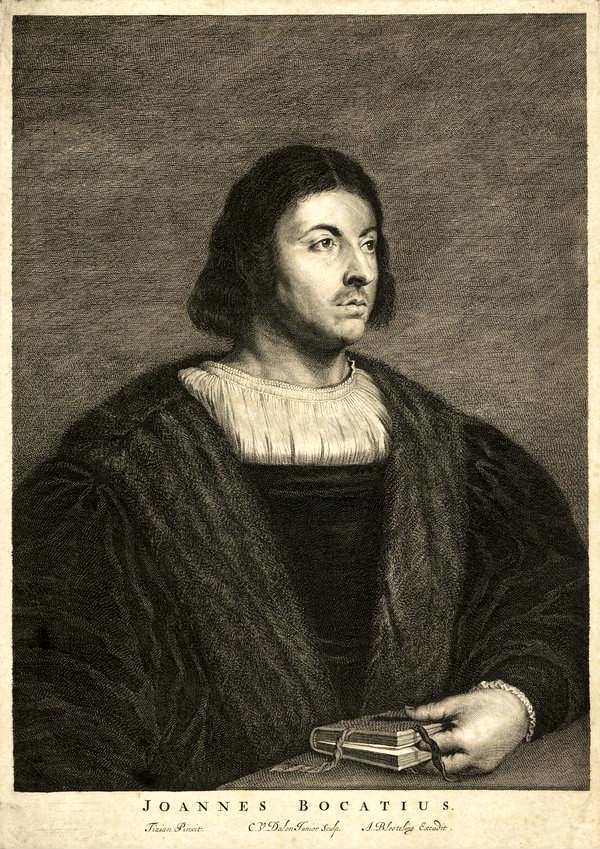
コルネリス・ファン・ダーレン2世（Cornelis van Dalen II）
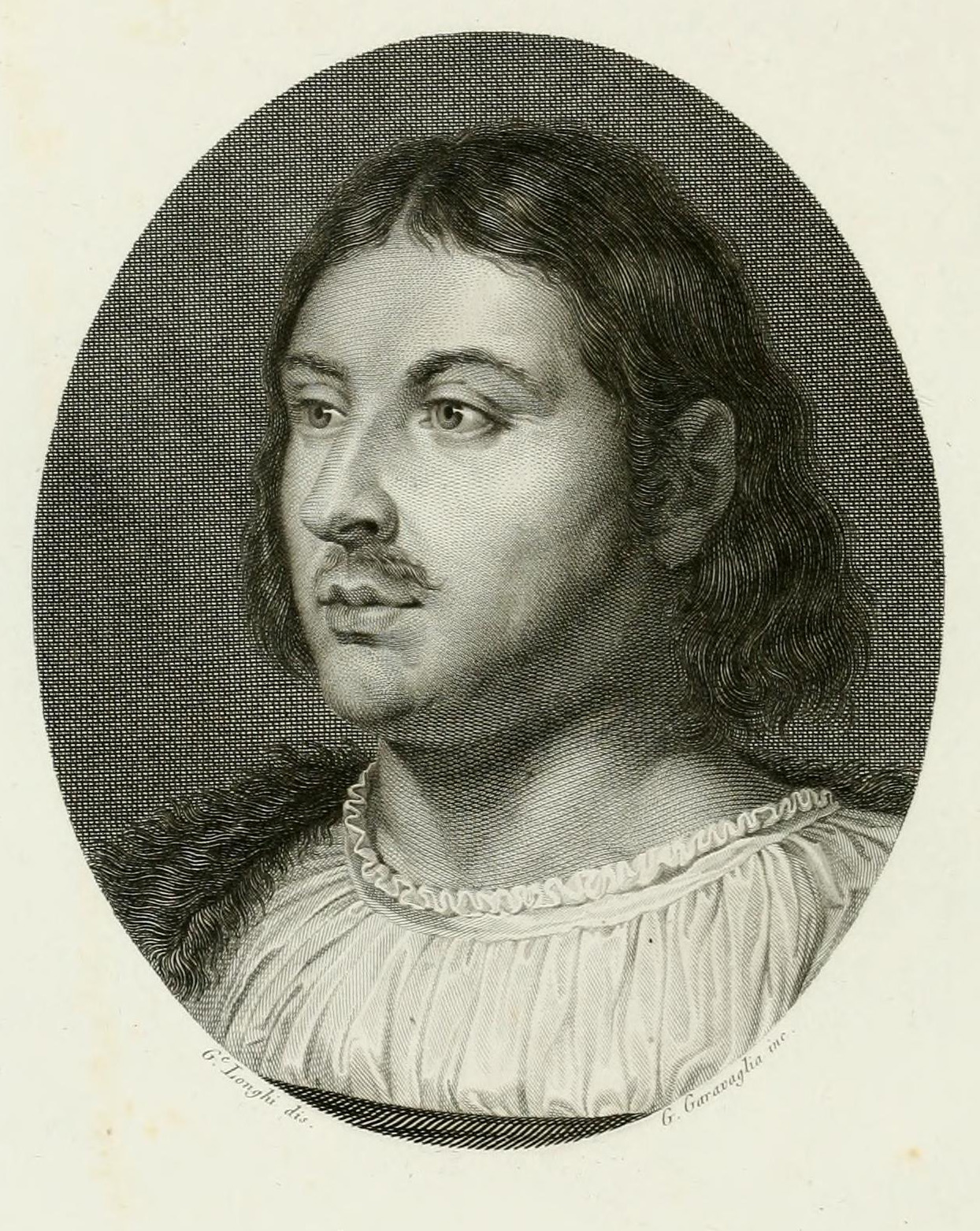
ジュゼッペ・ロンギ（英語版）の素描に基づくジョヴィータ・ガラヴァリア（英語版）によるエングレーヴィング 1812年
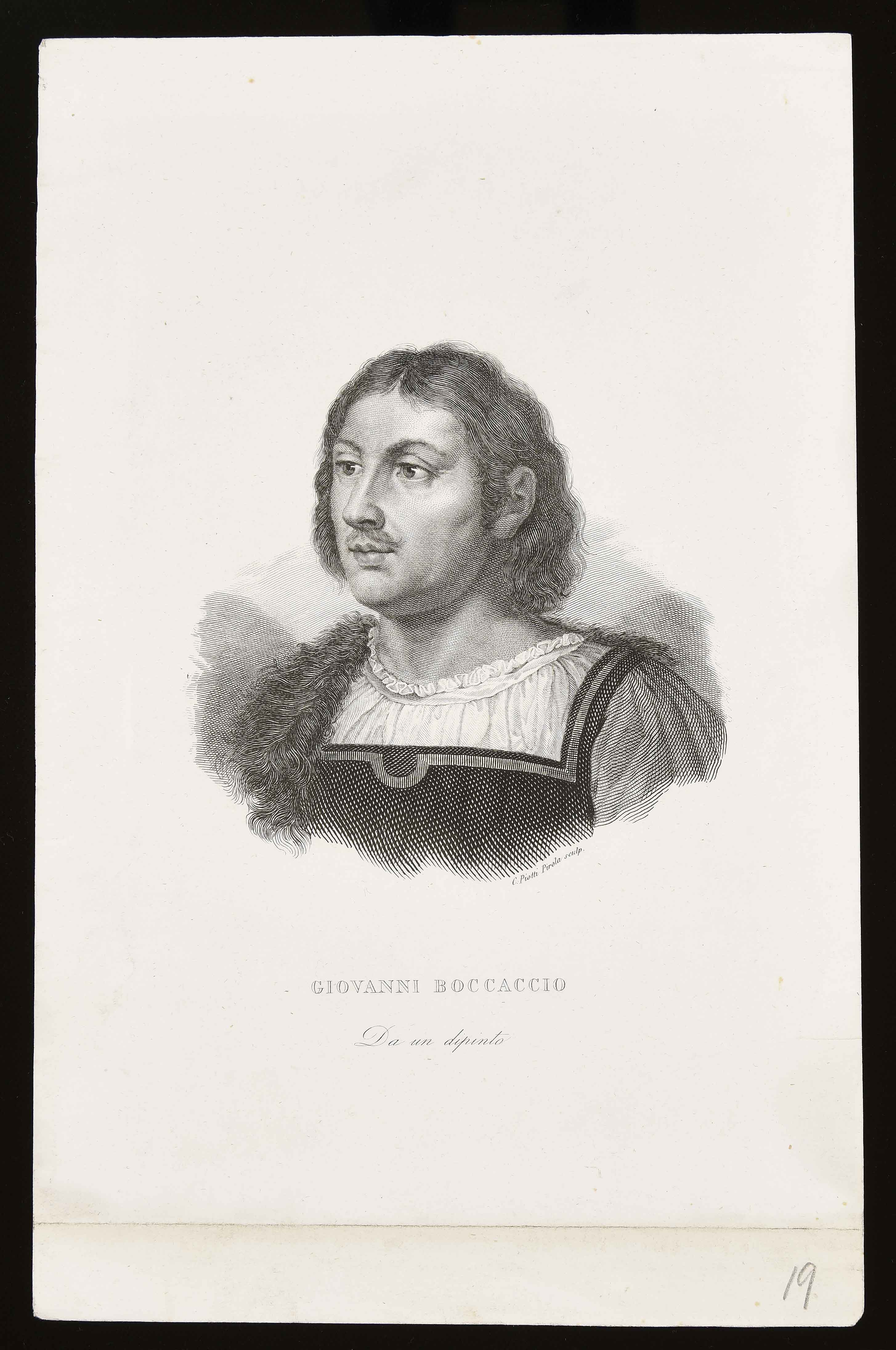
ピオッティ・ピローラ（Piotti Pirola）による銅版画 1837年